# Bernard Gaube
Bernard Gaube, né en 1952 à Kisantu au Congo, est un peintre belge qui vit et travaille à Bruxelles. Aujourd'hui, il est essentiellement connu pour ses peintures et ses céramiques.

## Biographie
Alors qu'il est âgé de 4 ans, ses parents s'installent à Wezembeek-Oppem, dans la périphérie de Bruxelles, dans une maison construite par l'architecte et peintre Robert Schuiten. 
Dix ans à peine se sont écoulés depuis la fin de la guerre 1939-1945, et l'effondrement du III Reich. Ce sera une plongée dans la modernité des années 1950, et le bonheur de grandir dans une maison sensible et réfléchie. Une première approche de ce que peut être l'art, et l'art de vivre. 
En 1958, la fréquentation hebdomadaire de l'Exposition universelle aux côtés de ses parents l'impressionnera beaucoup par la diversité des pavillons et des nations représentées.
Son adolescence, il l'a vivra à Huy, inscrit dans un collège où les études telles que dispensées n'auront plus aucun intérêt pour lui. Durant cette période de scolarité obligée, son refuge sera la nature, la lecture, l'écriture  et la tentation de la vie communautaire qu'il expérimentera dans différents lieux, au sein de différentes communautés humaines. Il rêve de devenir potier.
A l'âge de 19 ans, il s'installe pour deux ans à Bruxelles. Il y  vit en communauté et suit une formation de céramiste à l'École supérieure des arts de l'image "Le 75", cours dispensé par le sculpteur Michel Smolders. Une rencontre forte et fondatrice qui l'ouvrira à la connaissance, et à la rencontre de nombreux artistes peintres et sculpteurs, céramistes vivant à Bruxelles (Antoine de Vinck, Serge Vandercam, Louis Van Lint, Jacques Muller). A la même époque, il est reçu par les céramistes Jean et Jacqueline Lerat à Bourges. 
A son jury de fin d'étude, il rencontre Pierre Culot avec qui il sera lié durant les dix années où il pratiquera la céramique. L’année suivante, il fondera la Poterie d'Envoz avec Bernadette Roobaert. Période durant laquelle, il rencontrera le sculpteur César, et où il partira à la rencontre de Michäel Cardew en Cornouaille, potier qu'il admire.
Il se manifestera dans différents pays, et il recevra le prix de la fondation Bolly Charlier pour son œuvre dans le domaine de la céramique.
" Chez Bernard Gaube, nous avons toujours connu un besoin d'inscrire dans la terre des signes (points, croix, cercles, etc). C'est très visibles sur les compression réalisées lors du Symposium de la Borne. Lorsqu'il a commencé à dessiner, les signes ont occupé la surface du papier, et progressivement Gaube a élaboré une œuvre picturale indépendante avant de revenir à la terre. Comme s'il y avait un vocabulaire graphique personnel préexistant au support, capable de "remplir" des pages ou de s'inscrire en "creux" dans les volumes de terre. "
Il conduira sa dernière cuisson au bois en 1980, opérant à ce moment-là son passage en peinture. 
En 1982, Bernard Gaube participe pour la première fois à la Foire de Bâle. Ce sera le début de sa carrière de peintre, le début de sa participation à de nombreuses foires, et d’une longue série d’expositions personnelles. Ces œuvres sont présentées aussi bien en Belgique qu’à l’étranger.
Il participe au Symposium de la Jeune Peinture de Baie Saint-Paul en 1987 où il aura le bonheur de rencontrer Clement Greenberg et René Huygue. A son retour du Canada, il rencontrera Rodolphe Janssen qui devient alors galeriste. Ils travailleront ensemble une dizaine d'années. En 1997, il passera trois mois en résidence à la Fondation d'Art de la Napoule. Début des années 2000, il énoncera et fondera sa pratique picturale sous cet enseigne, Bernard Gaube, L'exercice d'une peinture. Ce sera le début de la publication de ses Cahiers.
En 2008, une exposition monographique de son travail construite autour de la publication de son deuxième Cahier a été présentée à l'Iselp - Bernard Gaube, 26, rue de la Comtesse de Flandre. Ses œuvres présentes dans différentes collections privées et publiques ont été présentées lors de plusieurs expositions muséales : 2008, Cobra-Passages, collection Thomas Neirynck, BAM-Mons ; 2012, Le modèle a bougé, BAM-Mons ; 2014, L’image suivante... Choix dans les collections de la Fédération Wallonie-Bruxelles, MAC's - Musée des Arts Contemporains du Grand Hornu. En 2016, une exposition lui est consacrée au Muzeum du Botanique, Sans Titre, Benoit Felix - Bernard Gaube.
" Bernard Gaube est un peintre atypique. Son œuvre ne ressemble à aucune autre, elle n'appartient à aucune tendance, à aucun courant particulier, elle est essentiellement un questionnement récurrent sur la peinture que l'on pourrait qualifier de post-moderne dans la mesure où elle englobe une grande part des avancées picturales opérées le siècle dernier reprises dans des formulations personnelles et inédites. (...) En un mot, sans jouer les iconoclastes, il réinvente les genres picturaux par le plaisir de les pratiquer en toute liberté. Sa peinture est un bonheur d'être qui défie constamment tous les principes et toutes les normes, qui met à mal les théories et s'offre la possibilité d'être avant tout elle-même, libre d'être, libre de toute fantaisie, et libre d'être interprétée."
Prix et distinctions ont récompensé son œuvre. Aujourd’hui, il est membre du Collège des Alumni au sein de l’Académie royale de Belgique De nombreuses rencontres et collaborations l’ouvriront progressivement à la peinture et à l’art, et transformeront profondément l’autodidacte animé d’un désir d’être, de devenir peintre.
Depuis, il chemine…
Peintre rare, il n’a de cesse de découvrir la peinture et de l’interroger.

## Démarche et œuvre

### L'art de la terre et du feu (1973-1980)
À la suite de ses études à l'École supérieure des arts de l'image "le 75" et poussé par un fort besoin d’autonomie, Bernard Gaube ouvre sa poterie avec sa première épouse, Bernadette Roobaert, en 1973. 
Tout en développant une production utilitaire destiné aux magasins d'artisanat, il s'intéresse à la recherche des glaçures aux cendres, à la tradition du grès orientale et occidentale.
Il se renseigne, lit beaucoup d'ouvrages disponibles à l'époque sur ce sujet (Daniel de Montmollin, Daniel Rhodes, etc.) pour approfondir sa connaissance. Il récolte ses propres terres des sites argileux du Condroz et développe une approche expérimentale et empirique de la matière. Il construira ainsi deux très grands fours à bois à flamme renversée et s'initiera lui-même à la cuisson, et la conduite de ceux-ci. En quelques années, Bernard Gaube devient un tourneur expérimenté. Un versant important de sa création artistique à l'époque s'appuiera sur cette compétence technique, que ce soit dans le cas des œuvres dénommées compressions ou porcelaines. Ses intérêts pour les décors, soit modelé, gravé, ou encore peint apparaissent dans ses poteries, pièces uniques cuites au bois, et dont certaines sont des grès salés. La galerie La Main montrera très régulièrement son travail, dès 1976.
À la fin de sa carrière, Bernard Gaube dispense une série de conférences sur l’art du feu et transmet son expérience et sa connaissance des formules moléculaires et des recettes de glaçures. En 1980, il réalise sa dernière cuisson dans le four de la poterie d’Envoz et abandonne la céramique pour se consacrer définitivement à la peinture. 

### L’œuvre picturale
L’œuvre de Bernard Gaube se caractérise par une absence de style et d’appartenance à une école ou une famille d’artistes. Bien qu’elle soit le reflet d’une démarche introspective, sa peinture n’en est pas moins perméable aux enjeux du monde extérieur. Elle s’actualise sans cesse eu égard notamment aux différents outils et défis techniques rencontrés et relevés par le peintre. Au fil des trente dernières années, la peinture de Bernard Gaube a connu plusieurs métamorphoses successives.
Entré en peinture par le geste et les plaisirs de la matière picturale, sa peinture devient plus expressive à la suite de la découverte du peintre Chaïm Soutine et du peintre américain Willem de Kooning. Ensuite, c'est en intégrant une certaine vision moderniste de la peinture telle que l'ont théorisée et interrogée des peintres comme Paul Klee,Vassily Kandinsky, Josef Albers et Johannes Itten que Bernard Gaube développera de 1990 à 1995 une série de tableaux qu'il nommera l'Espace 1,2,3. Cette série est construite et guidée par l'usage d'un modèle métrique correspondant à une suite de Fibonacci, vulgarisée par Le Corbusier en architecture sous le nom de Modulor. Il en retiendra une notion d'espace spécifique à son travail.
Comme pour la céramique, l’apprentissage de la technique picturale se fait de manière autonome et expérimentale. C'est en quelque sorte la matière qui guide et enseigne le peintre sur les conditions de réalisation de son art. La très grande fréquentation des livres et des musées vient compléter cet ouvrage, conçu comme un work in progress. L’observation, le dessin et l’étude d’après modèle sont d’autres manières d’appréhender le métier de peintre et de l’ancrer dans la réalité de l’atelier. Profondément lié à l’espace dans laquelle elle s’inscrit, la peinture de Bernard Gaube est un théâtre de forme qui trouve des résonances dans l’actualité et les débordements du monde. Peinture mentale, au sens où elle fait jaillir sur la toile des images intimes, ancrées dans l’imaginaire de l’artiste, elle est également jouissive et sentimentale ; remplie d’un goût jamais démenti pour la vie, qui plonge ses racines dans la volonté de sonder l’âme humaine et de communiquer avec l’Autre. C’est pourquoi la figure est si souvent présente dans son œuvre, même lorsqu’il s’agit de la dé-figurer pour tenter de mieux la comprendre.
Depuis le milieu des années 2000, le recours à d’autres médiums, tels que la vidéo ou les outils numériques, comme l’I-Pad favorise une approche plus éclatée de la forme. L’artiste procède souvent par montage, superposition et juxtaposition d’images, qu’il s’agisse de tableaux ou de photographies de l’atelier ou de son environnement proche. Cette influence se fait également ressentir dans ses Cahiers, Bernard Gaube, l’exercice d’une peinture, où l’artiste associe librement textes, citations, images et reproductions d’œuvres afin de susciter des rapprochements et des lectures inédites. Sa peinture se trouve également influencée par les possibilités dégagées par ces agencements ; les jeux de calque et de transparence, le dédoublement de certains motifs, de même qu’une plus grande fragmentation de l’espace pictural peuvent être perçu comme des indices de l’avènement des nouvelles technologies dans l’œuvre de Bernard Gaube.

### Prix, distinctions et résidences
- 1984 : Ostende, Prix Europe, médaille de bronze.
- 1986 : Ostende, Prix Europe, médaille de bronze.
- 1987 : Baie Saint-Paul (Canada), invité au Symposium international de la Jeune Peinture.
- 1989 : Malmédy, invité au Premier Symposium international d’offset d’art.
- 1997 : invité en résidence à la Fondation d’art de la Napoule, Fondation Henry-Clews (France)
- 1998 :
  - Reçoit le prix Gustave Camus[6], décerné par l’Académie royale des sciences, des lettres et des beaux-arts de Belgique, pour l’ensemble de son œuvre.
  - Reçoit un prix de la Région wallonne pour le projet de réalisation d’une tapisserie : Espace 1,2,3 – Cadmium Jaune 7 × 2,7 m.
- 2004 : boursier de la Fondation Spes pour le projet: Voyage d’Étude, 26 rue de la Comtesse de Flandre, Au sein de la Mémoire du Peintre
- 2005 : prix Marcel Hastir (concernant le portrait) de l’Académie royale des sciences, des lettres et des beaux-arts de Belgique.

## Collections publiques
- Ministère de la Communauté française de Belgique, Bruxelles (Belgique)
- Banque nationale de Belgique, Bruxelles (Belgique).
- Banque Bruxelles Lambert, Mons (Belgique).
- Crédit communal de Belgique.
- Winterthur SA.
- Zurich Assurance (Belgique)
- Collection de la Fondation pour l’art belge contemporain, Serge Goyens de Heusch, Bruxelles (Belgique)
- Musée de Louvain-la-Neuve, Louvain-La-Neuve (Belgique)
- Collection Thomas Neirynck, BAM, Mons (Belgique)
- Banque Degroof (Belgique)

## Expositions individuelles (sélection)
- 2015
  - Please, Try Again, Francis Carrette, Bruxelles (Belgique)
  - Envisager le tableau, Galerie Duboys, Paris (France)
- 2013
  - Once upon a time, Galerie Pierre Hallet, Bruxelles (Belgique)
  - Dire, Galerie Anversville, Anvers (Belgique)
- 2012 : Dévisager la figure d’un peintre, Galerie Duboys, Paris (France)
- 2011: Peintures d’amateur, Galerie Albert Dumont, Bruxelles (Belgique)
- 2010
  - Fragments pour un portrait, Centre culturel Jacques Frank, Bruxelles (Belgique)
  - L’exercice d’une peinture, Galerie Pierre Hallet, Bruxelles (Belgique)
- 2009
  - Bernard Gaube, Espace 1,2,3 – et autres – et peintures de circonstance, Office d’art contemporain Bruxelles (Belgique)
  - Comme Modigliani, je suis né un 12 juillet, Galerie Olivari-Veys, Bruxelles (Belgique)
- 2008 : Bernard Gaube – 26, rue de la Comtesse de Flandre, ISELP-Institut supérieur pour l'étude du langage plastique, Bruxelles (Belgique). Commissariat : Catherine Henkinet
- 2008 :  B.G. présente A.D., Asbl. A. Dumont, Bruxelles (Belgique)
- 2006 : Dans l’espace Même, Bruxelles (Belgique). Commissariat: Christophe Veys
- 2005 : L’exercice d’une peinture : études de nus, Galerie Pierre Hallet, Bruxelles (Belgique)
- 2004 : Un regard sur Bernard Gaube, Galerie Porte 11, Bruxelles (Belgique)
- 2003
  - L'exercice d'une peinture, Galerie Lino Polegato, Liège (Belgique)
  - Centre Culturel de Marchin (Belgique)
- 2002 : Asbl A.Dumont, Bruxelles (Belgique)
- 2001: Le monde de l’enfance, Galerie Juvénal, Huy (Belgique)
- 1999
  - 1989-1999-un choix, Galerie Pierre Hallet, Bruxelles (Belgique)
  - Galerie Véronique Smagghe & SimoneKervern, Paris (France)
- 1997: Galerie Rodolphe Janssen, Bruxelles (Belgique)
- 1995
  - Galerie Magnus Fine Art, Ostende (Belgique)
  - Trois fois rien, c’est déjà quelque chose, Galerie Gille-Stiernet, Bruxelles (Belgique)
- 1994
  - Galerie Rodolphe Janssen, Bruxelles (Belgique)
  - Bernard Gaube, Salle 7, Liège (Belgique)
- 1992: Galerie Rodolphe Janssen, Bruxelles (Belgique)
- 1991
  - Galerie Gokelaere & Janssen, Bruxelles (Belgique)
  - Bernard Gaube, deux et deux font dix, Maison de la Culture, Namur (Belgique)
  - Galerie Jean-Jacques Hofstetter, Fribourg (Suisse)
  - VI Charles Magnette Art Gallery, Liège (Belgique)
- 1989
  - Galerie Carette & Cité Fontainas, Bruxelles (Belgique)
  - Galerie Trois Points, Montréal (Canada)
- 1988: Galerie Het Oog, Middelkerke (Belgique)
- 1987
  - Galerie Gloria Mathijs, Herstal (Belgique)
  - Galerie Jean-Jacques Hofstetter, Fribourg (Suisse)
- 1986
  - Galerie 96, Bois-le-Duc (Pays-Bas)
  - Galerie Het Draaipunt, Rotterdam (Pays-Bas)
  - Galerie La Main, Bruxelles (Belgique)
  - Galerie Muck, Bienne (Suisse)
  - Banque Bruxelles Lambert, Mons (Belgique)
  - Banque Bruxelles Lambert, Namur (Belgique)
  - Galerie C.D., Gand (Belgique)
- 1985
  - Galerie Carinthia, Klagenfurt (Autriche)
  - Galerie La Cité, Luxembourg (Luxembourg)
- 1984
  - Galerie La Main, Bruxelles (Belgique)
  - Galerie La Cité, Luxembourg (Luxembourg)
  - Galerie Gloria Mathijs, Herstal (Belgique)
- 1983 : galerie Détour, Jambes (Belgique)
- 1982 : galerie Le Vieux Tribunal, Jehay-Bodegnée (Belgique)

## Expositions collectives (sélection)
- 2016
  - Sans titre, 2016, Benoit Félix et Bernard Gaube, Museum du Botanique, Bruxelles. Commissariat : Marie Papazoglou - Catherine Henkinet
  - Recent paintings : Ceulemans, Gaube, Gilbert, Ghekiere, Mannaers, Moszowski, Vanriet, Roberto Polo Gallery, Bruxelles
- 2015
  - One big family, Château d’Alden-Biesen, Bilzen (Belgique). Commissariat : Caroline Bouchard
  - Les yeux mi-clos, Galerie Jozsa, Bruxelles. Commissariat : Christophe Veys
- 2014
  - L’image suivante... Choix dans les collections de la Fédération Wallonie-Bruxelles, MAC's - Musée des Arts Contemporains du Grand Hornu.
  - La Collection Bernstein, Office d’art contemporain, Bruxelles
- 2012 : Treize peintres et moi, Galerie Valérie Bach, Bruxelles (Belgique)
- 2011
  - Over the rainbow, Galerie Duboys, Paris (France)
  - Le modèle a bougé, BAM - Musée des Beaux-arts, Mons (Belgique). Commissariat : Raphaël Pirenne et Yoan Van Parys
- 2010
  - Human Nature, Galerie Pierre Hallet, Bruxelles (Belgique)
  - Des indépendants dînent au salon, la Galerie 59 Rivoli, Paris (France)
  - Before the storm, Galerie Duboys, Paris (France)
- 2009 : Ouverture, Galerie Albert Dumont, Bruxelles (Belgique)
- 2008 : Dépeindre, Galerie Olivari-Veys, Bruxelles (Belgique)
- 2007 : Uit het oog, Centrum de Branding, Middelkerke (Belgique)
- 2005
  - JE, La Vénerie, Bruxelles (Belgique)
  - ART Brussels, Contemporary Art Fair in Brussels, Galerie Porte 11 / Bruxelles
- 2004
  - Vanitas, Eitelkeit van de ijdelheden, IKOB, Eupen (Belgique)
  - Tekeningen, Galerij Jan Colle, Gand (Belgique)
  - Puisque c’est bien connu les peintres peignent des paysages, musée Ianchelevici, La Louvière (Belgique)
  - Un choix d’oeuvres de la collection de Christophe Veys, Galerie Porte 11, Bruxelles (Belgique)
- 2003 : Papiers d’identités, Galerie Porte 11, Bruxelles (Belgique)
- 2001 : Chirurgie plastique - du corps à l’âme, 30 minutes d’art contemporain, Artfinder, Bruxelles (Belgique)
- 2000 : Un double regard sur 2000 ans d’art wallon, musée de l’Art wallon de la Ville de Liège (Belgique)
- 1999
  - Liberté, libertés chéries ou l’art comme résistance à l’art, Centre Culturel de la Fédération Wallonie-Bruxelles, Le Botanique, Bruxelles
  - S.P.S.A.S., Espace Art Contemporain, Délémont (Suisse)
  - ART Brussels, Contemporary Art Fair in Brussels, Galerie Véronique Smagghe & Simone Kervern/ Paris (France)
- 1998
  - ART Brussels, Contemporary Art Fair in Brussels, Galerie Véronique Smagghe & Simone Kervern/ Lyon (France)
  - Corps, Accords, Galerie Véronique Smagghe & Simone Kervern, Lyon (France)
- 1997
  - Art Brussels, International Art Fair in Brussels, Made in Belgium, Galerie Rodolphe Janssen / Bruxelles
  - Pays, Centre Culturel de Marchin (Belgique)
- 1996
  - Bonne Année, Galerie Rodolphe Janssen, Bruxelles
  - Le Chemin avec Aldo Guillaume Turin, Galerie Moving Space, Gand (Belgique)
- 1995
  - Rencontre, Espace Banque Bruxelles Lambert, Liège (Belgique)
  - ART Brussels, Contemporary Art Fair in Brussels, Galerie Rodolphe Janssen / Bruxelles
  - Bonne Année, Galerie Rodolphe Janssen, Bruxelles (Belgique)
- 1994 : Rencontre, Musée des Beaux-Art, Verviers (Belgique)
- 1993 : Foire d’Art Actuel, Galerie Rodolphe Janssen, Bruxelles
- 1992
  - Easter in Oostend, Contemporary Art Confrontation, Galerie Dialoog, Oostende (Belgique)
  - Facetten van Abstract Hedendaags Expressionisme, Campo Santo, Gand (Belgique)
- 1991 : Galerie Rodolphe Janssen, Bruxelles
- 1990 : Galerie Gokelaere et Janssen, Bruxelles
- 1989 : Premier Symposium international d’offset d’art, Malmédy (Belgique)
- 1988 : Salon de Montrouge, Paris (France)
- 1987
  - Abstractions 87, Maison de la culture, Namur (Belgique)
  - Symposium international de la Jeune Peinture, Centre d’art contemporain de Baie Saint Paul (Canada)
- 1986
  - Galerie La Main, Foire d’Art moderne, Liège (Belgique)
  - Galerie La Main, Foire d’Art international, Stockholm (Suède)
  - 50 Artistes, 50 Dessins, Maison de la Culture, Namur (Belgique)
  - Sélection Prix de la Jeune Peinture, Palais des Beaux-Art, Bruxelles (Belgique)
  - Galerie Gloria Mathijs, Foire d’Art Contemporain, Cologne (Allemagne)
  - 4 Triennale des Artistes de la Province de Namur, Maison de la Culture, Namur (Belgique)
- 1985
  - Galerie La Main, Galeries des Galeries, Bruxelles
  - Festival international de Peinture, Cagnes-sur-Mer, (France)
  - Galerie Détour, Jambes, Namur (Belgique)
  - 3e Biennale Internationale du Petit Format de Papier, Cul-des-Sarts (Belgique)
  - Biennale Européenne de la Gravure contemporaine, Musée d’Art moderne, Liège (Belgique)
- 1984
  - Galerie Détour, Jambes, Namur (Belgique)
  - Art15’84, Galerie La Main, Bâle, (Suisse)
  - Tendances et Projets, Centre Wallon d’Art Contemporain, Flémalle (Belgique)
  - Confrontations 84, De Tinne Pot, Bruxelles
  - Galerie Im Trudelhaus, Baden, (Suisse)
- 1983
  - Petits Formats, Galerie La Main, Bruxelles (Belgique)
  - Réalités Nouvelles, Grand Palais, Paris (France)
  - Art14’83, Galerie La Main, Bâle, (Suisse)
  - Sonderchau, sélection de la Communauté Française de Belgique, Art14’83, Bâle, (Suisse)
  - 3e Triennale des Artistes de la Province de Namur, Maison de la Culture, Namur (Belgique)
- 1980 : Support papier, Volume de terre, Galerie La Main, Bruxelles (Belgique)

### Monographies
- Laurent Courtens, Jean-Pascal Février, Olivier Gevart, Catherine Henkinet, Un livre d'images. L'exercice d'une peinture. CAHIER N°5, Berbard Gaube auteur-éditeur, Bruxelles, 2017
- Bernard Gaube, Once upon a time...L'exercice d'une peinture. CAHIER N°4, Bernard Gaube auteur-éditeur, Bruxelles, 2013
- Catherine Henkinet, Yoann Van Parys, Laurent Waterschoot, Bernard Gaube. Comme Modigliani, je suis né un 12 juillet. L'exercice d'une peinture. CAHIER N°3, Bernard Gaube auteur-éditeur, Bruxelles, 2009
- Claude Lorent, Frédérique Van Leuven - Génicot, Christophe Veys, Bernard Gaube. 26, rue de la Comtesse de Flandre. L'exercice d'une peinture. CAHIER N°2, Bernard Gaube auteur-éditeur, Bruxelles, 2007
- Francis Carrette, Philippe Crismer, Aldo Guillaume Turin, Bernard Gaube. L'exercice d'une peinture. CAHIER N°1, Bernard Gaube auteur-éditeur, Bruxelles, 2003.
- Bernard Gaube, Baudouin Oosterlynck, Bernard Gaube. Conversation avec Baudouin Oosterlynck, Éditions Tandem, Gerpinnes, 2003
- Bernard Gaube, Edition ELIBEDUO, Bruxelles, 1995
- Claude Lorent, Bernard Gaube, Coédition Galerie Carette/ Bernard Gaube, Bruxelles, 1989
- Claude Lorent, Bernard Gaube, Cahier d'art contemporain, édition La Main, Bruxelles, 1984

### Catalogues d'expositions
- OFF Art Fair 2013, (cat.expo.OFF Art Fair,Edition 2, Tour et Taxis, Bruxelles: 19-22.04.2013), Bruxelles, p.142, p.144.
- Slick Art Fair Brussels, (cat.expo.Slick Art Fair, Bruxelles:19-21.04.2013), Bruxelles, p.16.
- Art on paper 2012, (cat.expo.Art on Paper, White Hotel, Bruxelles:4-7.10.2012), Bruxelles, p.82.
- 13 peintres et moi. Une proposition de Pascal Bernier, (cat.expo. galerie Valérie Bach, Bruxelles : 21.04-02.06.2012), Bruxelles, galerie Valérie Bach, 2012, s.p.
- Jacques Muller. To the street, Bruxelles, Jean-Pierre Muller éditeur-auteur, 2012, p.29-44.
- François de Coninck, François Liénard, L’union fait la forme, (cat.expo.Bruxelles, Bozar), Kletanko, Office d’Art Contemporain, Bozar, Noir-jaune-rouge.
- Camille Brasseur, Denis Laoureux, CoBra passages. Collection Thomas Neirynck, (cat.expo. BAM , Mons : 11.02-17.08.2008), Tournai, La Renaissance du Livre, 2008, p.11, p.153, p.208.
- Serge Goyens de Heusch, Art belge au XXe siècle. Collection de la Fondation pour l'art belge contemporain Serge Goyens de Heusch. Musée de Louvain-La-Neuve, Bruxelles, Éditions Racine, 2006, p.234-235.
- Walter De Wilde (sous la coord. de), 40 JaarwerkingCultureel Comité Sint-Amandsberg, Gent, C.C. St. Amandsberg, 2006, p.195.
- « Puisque c’est bien connu, les peintres peignent des paysages » (cat.expo. La Louvière, Musée Ianchelevici : 26.06-29.08.2004), La Louvière, le Centre culturel régional du Centre/Musée Ianchelevici, 2004, p.10-11.
- Alexandre Vanautegarden, Otium.Luc Claus, Bernard Gaube, Felix Hannaert, Aïda Kazarian, Bruxelles, Musée de la Maison d'Erasme/ La Lettre volée, 2001, s.p.
- Liliane Sabatini (sous la dir.de), Un double regard sur 2000 ans d'Art wallon, (cat. Expo Musée de l'Art wallon de la Ville de Liège:15.04- 16.07.2000), Tournai, La Renaissance du Livre/ Crédit communal, 2000, p.498, 501-502.
- Ariane Fradcourt (sous la coord. de), Acquisitions 1993-1998. Catalogue inventaire des Œuvres d'Art contemporain de la communauté française de Belgique. Collection du Service des Arts Plastiques. Dessins, peintures et recherches tri-dimensionnelles, collages, livres d'artistes, t.1, Tournai, La Renaissance du Livre, 1999, p.94-95.
- Gita Brys-Schatan (sous la dir. de), Liberté, libertés chéries ou l’art comme résistance... à l’art. Un regard posé sur dix années d’acquisitions de la Communauté française de Belgique, (cat.expo. Le Botanique/ L’iselp : 19.01-28.02.1999), Bruxelles, Service général du Patrimoine culturel et des arts plastiques du Ministère de la Communauté française/ L’iselp/ Le Botanique, 1999, p.71, p.111, p.223.
- Art Brussels, (cat.expo. Art Brussels, Bruxelles : 24-28.04.1998), Bruxelles, 1998, p.152.
- Rencontres. Un sculpteur, sept peintres, (cat.expo. Musée des Beaux-arts, Verviers: nov.-déc. 1995 / Banque Bruxelles Lambert, Liège: mai-juin 1995), Verviers, Musée des Beaux-arts, 1995, p.28-31.
- Madeleine Van Oudenhove, Le chemin. Lire objet, Gent, Moving Space, 1995, p.38-39.
- Arts pour la vie (cat.expo. Musées Royaux des Beaux-Arts de Belgique : 23-30.11.1993/ Banque Degroof: 7-14.06.1993), Bruxelles, Fondation pour la vie, 1993, p.19.
- Facetten van hedendaags expressionisme 1992. Bernard Gaube, Théo Kuijpers, Michaël Toenges, Paul Van Gysegem, Yves Zurstrassen, (cat.expo. Campo Santo, Gent: 1992), Gent, C.C. St. Amandsberg, 1992, s.p.
- Jürgen Weichardt, Aquarelle für Riga:EuropäischeKollektionfür die Baltische Triennale 1992, (cat.expo. Oldenburg : 16.8- 20.9.1992), Isensee, OldenburgerKunstverein, 1992, s.p.
- Jean-Marie Duvosquel (sous la dir. de), Arts plastiques dans la Province de Namur 1945-1990, Bruxelles, Crédit communal/ Province de Namur, 1991, p.86, p.119-120.
- Eastern in Ostend.contemporary art confrontation, (cat.expo.Casino Kursaal, Oostende:18-21.04.1990), Oostende, KultureleKamer Oostende,1990, p.32-33.
- Arts plastiques dans la Province de Namur depuis 1945, (cat. expo.Palais des Expositions, Namur: 14-19.04.1989), Namur, Service de la Culture de la Province de Namur, 1989, s.p.
- Premier symposium Offset d'art, (cat. expo. Musée national du papier, Malmedy: 1-8.04.1989), Malmedy, Musée national du papier, 1989, s.p.
- Marie-Hélène Joiret, Myriam Orban, Nadine Otten, Jean-Pierre Vlasselaere (sous la coord.de), Oeuvres acquises par le Ministère de la Communauté française. 10 ans d'acquisitions 1979-1988. dessin-peinture, t.1, Bruxelles, Ministère de la communauté française, 1989, p.208-208.
- Jean-Marie Duvosquel (sous la dir. de), La Collection, de Verzameling, die Sammlung, the Collection, Bruxelles, Crédit Communal de Belgique, 1988, p.288-289, p.311.
- 4e triennale des artistes de la Province de Namur, (cat.expo. Maison de la Culture, Namur: 22.11-31.12.1986), Namur, Maison de la Culture de la Province de Namur, 1986, p. 22-23.
- Europaprijsvoorschilderkunst, Prix Europe de peinture, Europe Prize for painting, EuropapreisfürMalerei, (cat.expo.Stedelijk Museum voorSchoneKunsten, Oostende : 6.9-5.10.1986),Oostende, Stadsbestuur, 1986, s.p.
- Konstmässan. Stockholm Art Fair, (cat.expo. Stockholm Art Fair (SW): 12-17.03.1986), Stockholm, 1986, p.11, p.144-145
- Biennale d’art moderne de Liège II, (cat. expo. Halles des Foires Coronmeuse, Liège: 1-9.03.1986), Liège, Union professionnelle des marchands d’art moderne et contemporain, 1986, s.p.
- 3e exposition internationale "Petits formats de papier", (cat. expo. Musée du petit format, Cul-des-sarts (Couvin): 7-29.09.1985), Cul-des-Sarts, Musée du petit format, 1985, s.p.
- 17e festival international de la peinture 1985, (cat.expo. Château-Musée, Cagnes-sur-Mer : 28.06-30.09.1985), Cagnes-sur-mer, Ville de Cagnes-sur-Mer, 1985, s.p.
- Europaprijsvoorschilderkunst, Prix Europe de peinture, Europe Prize for painting, EuropapreisfürMalerei, (cat.expo.Stedelijk Museum voorSchoneKunsten, Oostende: 6.10-4.11.1984), Oostende, Stadsbestuur, 1984, s.p.
- Troisième triennale des Artistes de la Province de Namur 1983: -35 ans, (cat.expo. Maison de la Culture, Namur: 3.12-29.12.1983), Namur, Service de la Culture de la Province de Namur, 1983, p.22-23.
- Art 14'83 Basel. Die internationale Kunstmesse, (cat.expo Art 14’83 Basel : 15-20.06.1983), Basel, p.334.
- Art 14'83 Basel, SonderschauKunstmesse Basel, (cat. expo. SonderschauCommunauté française de Belgique : 15-20.06.1983), Bruxelles, Communauté française de Belgique, 1983, s.p.

### Presse
- Septembre Tiberghien, "Tentatives d'approche", in: L'art même, no 70, 3e trim. 2016, p. 44-45.
- Claude Lorent, "La peinture même et ses hors cadres", in: La Libre Belgique, 21.09.2016, p. 46.
- Jean-Marie Wynants, "Bernard Gaube et Benoît Felix font la paire au Botanique", in: MAD (Le Soir), 21-27.09.2016, p.39.
- Bernard Roisin, "Univers parallèles", in: L’Écho,  24.09.2016, p.44.
- "Gaube et Felix sont dans un Bota", in: MAD (Le Soir), 28-4.09.2016, p.9.
- Philippe Hunt, "Bernard Gaube et Benoît Felix au Bota. Le dessin de la peinture et inversement", in: H art, oct. 2016, p.15.
- Jean-Marie Wynants, "A ne pas manquer. Benoît Felix - Bernard Gaube. Sans titre 2016", in: MAD (Le Soir), 5-11.10.2016, p. 37.
- P.N., "Quand Bernard rencontre Benoît", in: Moustique, 5-11.10.2016, p.55.
- "Regards croisés. Félix et Gaube au Bota", in: Trends Tendances, 6-12.10.2016, p. 109.
- Aristide Padigreaux, "Voir en peinture", in: Le Journal du médecin, 14-20.10.2016, p.40.
- « Bernard Gaube. Cahier n°4, Bernard Gaube, Once upona time », in: l'art même, Chronique des arts plastiques de la communauté française, n°60, 4e trim., oct.2013-jan.2014.
- Claude Lorent, « Une peinture libre », in: Arts Libre, supplément à La Libre Belgique, n° 204, semaine du 18 au 24 octobre 2013, p.54.
- Claude Lorent, Roger Pierre Turine, « Les foires satellites », in: La Libre Belgique, samedi 20 et dimanche 20 avril 2013.
- Dominique Legrand, « "13 peintres et moi": Pascal Bernier chez Valérie Bach », mad, magazine des arts et du divertissement du journal Le Soir, mercredi 18 avril 2012, p.42.
- Claude Lorent, « Toute la peinture », in: Arts Libre, supplément à La Libre Belgique, n°124, semaine du 2 au 9 décembre 2011, p. 6.
- Danièle Gillemon, « Bernard Gaube », in: mad, magazine des arts et du divertissement du journal Le Soir, mercredi 22 décembre 2010, p.50.
- Roger Pierre Turine, « Les exercices du peintre Gaube », in: Arts Libre, supplément à La Libre Belgique, n° 83, semaine du 10 au 16 décembre 2010, p.7.
- Isabelle Lemaître, « Des indépendants dînent au salon ! », in: Flux news, juin 2010, p. 5.
- « A l’étranger. France. Groupe – Multimédia. Paris – Rivoli 59 », in : Arts Libre, supplément à La Libre Belgique, semaine du 18 au 24 juin 2010, p.9.
- Claude Lorent, « Faire sens en peinture », in : Arts Libre, supplément à La Libre Belgique, n°44, semaine du 29 janvier au 4 février 2010, p.4-5.
- Danièle Gillemon, « Bernard Gaube: les sept vies du tableau », in: Le Soir, jeudi 2 avril 2009, p.38.
- Yves De Vresse, « Bernard Gaube, bescheidendubbelleven », in : Agenda, #1174, 27.03-02.04.2009, p.41.
- Claude Lorent, « Le choix de l'abstrait », in: Arts Libre, supplément à La Libre Belgique, n° 9, semaine du 20 au 27 mars 2009, p.7.
- Aldo Guillaume Turin, « La force du courant. Exposition d'un livre par Bernard Gaube », in: l'art même, Chronique des arts plastiques de la communauté française, n°38, 1er trim., 2008, p. 24.
- Roger Pierre Turine, « L'exercice de la peinture. 26 rue de la Comtesse de Flandres », in: La Libre Culture, supplément à la Libre Belgique, mercredi 6 février 2008.
- Anne Hustache, « Bernard Gaube, peindre, encore et toujours », in: Zone 02, 13-26 février 2008.
- Claude Lorent, « Des nus », in: La Libre Culture, mercredi 29 juin 2005.
- Anne Hustache, « Exercices de peinture », in: Weekend / Le Vif L’Express, 24 juin 2005, p.53.
- Colette Bertot, « Bernard Gaube : exercices de style… », in : L’Echo, juillet 2005.
- « Nus à foison », in : Arts-Antique-Auctions, n°362, juillet-août 2005, p.104.
- « Bernard Gaube. Galerie Pierre Hallet à Bruxelles », in: mad, magazine des arts et du divertissement du journal Le Soir, mercredi 29 juin 2005, p.36.
- Claude Lorent, « Je », in: La Libre Belgique, 2 février 2005.
- Dominique Legrand, « "Vanitas...", pour un flirt avec la mort à l'ère du doute », in: mad, magazine des arts et du divertissement du journal Le Soir, mercredi 17 novembre 2004.
- Claude Lorent, « Le miroir de soi et de la peinture », in: La Libre Culture, supplément à la Libre Belgique, mercredi 4 février 2004, p.19.
- J.H., « B.Gaube à Grand-Marchin », in : Vers l’Avenir, 28 octobre 2003.
- Geneviève Levivier, « L’art en ville selon Bernard Gaube », in: Bruxelles ma région, n°1, mai 2000.
- Claude Lorent, « Bernard Gaube et la conquête de la figure », in: La Libre Culture, supplément à La Libre Belgique, mercredi 7 avril 1999, p.15.
- Nelly Gabriel, « Quelques états du corps », in: Lyon Figaro, cahier régional n°3, vendredi 11 septembre 1998, p.22.
- Bernard Gouttenoire, « L'accord (parfait) des corps », in: Le progrès-Lyon matin, n°2361, dimanche 13 septembre 1998.
- François Robert, « L’Albert Camus de Bernard Gaube », in: Le Soir, 26 mai 1998.
- Claude Lorent, « Images et photos avant toute chose », in: La Libre Belgique, vendredi 24 avril 1998.
- Claude Lorent, « Gaube et la traque des images picturales », in: La Libre Belgique, mercredi 26 février 1997, p.26.
- Jo Dustin, « Mouvances picturales », in: Art et Culture, mai, 1997.
- Pierre-Olivier Rollin, « L'espace maîtrisé de Bernard Gaube », in: Weekend Le Vif/L'Express, 21 février 1997, p.49.
- Jo Dustin, « Bernard Gaube chez Rodolphe Janssen », in: Le Soir, mercredi 5 mars 1997, p.42.
- « Gaube, le retour aux images », in: Art et Culture, mars 1997, p.25.
- Danièle Gillemon, « Une peinture laconique mais sensible », in: Le Soir, vendredi 3 novembre 1995.
- Guy Gilsoul, « La peinture reine », in: Weekend Le Vif / L'Express, 3 novembre 1995, p.63.
- Bernard Marcelis, « Itinéraire bruxellois », in: Art Press, novembre 1995, p.78.
- « Espace liégeois », in: Tendances, 1 juin 1995, p.112.
- C.Th., « L’Espace BBL est à vous », in: La Wallonie, 20 mai 1995.
- M.H., « Une grande salle d’exposition s’ouvre », in: Le Soir, 19 mai 1995.
- L.M., « Un espace culturel que l’on doit à la BBL », in: La Libre Belgique, 19 mai 1995.
- M.-P. Marchal, « Nouvel espace BBL », in: Art et Culture, mai 1995, p.35.
- Roger Pierre Turine, « Les vertus d’un langage pictural », in : Le Vif/L’Express, 7 octobre 1994, p.91.
- Claude Lorent, « Autour de l'image picturale », in: Art et Culture, octobre 1994, p.27.
- Bernadette Baeken, « Exposition 20 ans - 20 artistes », in : Pas de conduite,bimestriel d’information de la Maison de la culture de l’Arrondissement de Dinant, n°18, juin - août 1993, p.1-3.
- Roger Pierre Turine, « La XIIIe Foire d'art actuel de Bruxelles », in: La Libre Belgique, 21 avril 1993, p.20.
- Claude Lorent, « L’art en Belgique depuis les années 80 », in: Art et Culture, mars 1993, p.4-7.
- Emile Lanc, « L'art en Belgique depuis 1980 », in: Le Mensuel littéraire et poétique, n°211, 1993, p.8.
- « Hedendaagsexpressionisme in Campo Santo », in: Gazet van Antwerpen, 12/92.
- Roger Pierre Turine, « Quand Gaube se construit », in: La Libre Belgique, 15 juillet 1992.
- Guy Gilsoul, « Gaube et Leonardi », in: Le Vif/L'Express, 9 juillet 1992, p.8.
- Jo Dustin, « Leonardi et Gaube à la galerie Rodolphe Janssen. ludisme simple et géométrisation », in: Le Soir, mercredi 8 juillet 1992.
- Jacques Parisse, « Une nouvelle galerie », in: La Dernière Heure, samedi 28-dimanche 29 septembre 1991.
- KajaNau, « Bildervon Claire Nicole und Bernard Gaube in der Galerie Hofstetter in Freiburg. ZweiAuffassungen der abstrait en kunst », in: Freiburg Nachrichten (CH), n°120, montag 27 mai 1991, p.17.
- Michèle Minne, « Territoires contigus », in: La Cité, jeudi 23 mai 1991, p.38.
- J.-D.H., « A Fribourg », in : Construire (CH), n°21, 22 mai 1991, p.34.
- Béatrice Berset, « Pigments de terre », in: La Liberté (CH), mardi 21 mai 1991, p.24.
- Guy Gilsoul, « Gaube », in: Le Vif/L'Express, samedi 17 mai 1991, p.28.
- Roger Pierre Turine, « Les silences colorés de Gaube », in: La Libre Belgique, jeudi 15 mai 1991.
- Claude Lorent, « Le top des valeurs », in: Paris Match, 2 mai 1991.
- Bernard Gaube, Baudouin Oosterlinck, « Bernard Gaube. Deux et deux font dix (amorce) », in: Maison de la Culture de Namur, n°96, 27.4-2.6.1991.
- Roger Calmé, « Les coulisses de la peinture », in: Le Soir, Sam.15 et dim.16 décembre 1990, p.5.
- Bert Popelier, « Gaube », in: Kunst en Cultuur, april 1989, p.20.
- Jo Dustin, « Vibrations vitales », in: Art et Culture, mars 1989, p.7.
- Roger Giot, « Le premier symposium international d’offset d’art à Malmédy », in: La Meuse – La Lanterne, Jeudi 30 mars 1989.
- Anita Nardon, « A travers le miroir. Bernard Gaube », in: Le Drapeau Rouge, mercredi 8 mars 1989.
- Danièle Gillemon, « La collection d’un professeur de gymnastique », in: Le Soir, 23 février 1989.
- Jo Dustin, « Les reines mortes », in: Le Drapeau Rouge, 7 décembre 1988.
- Claude Lorent, « Abstraction 87. Un héritage pertinent », in: Journal des Beaux-Arts, mai-juin 1987, p.11.
- René Léonard, « Quatrième triennale des artistes de la Province de Namur », in : Maison de la Culture de Namur, n°63, 22.11-31.12.1986.
- M.V.O., « Bernard Gaube », in: Courrier de Gand, 14 novembre 1986.
- Claude Lorent, « Regards sur les arts plastiques. Prix Jeune Peinture belge », in: La Nouvelle Gazette, 26 juin 1986.
- Claude Lorent, « Regards sur les arts plastiques. Bernard Gaube : rivaliser avec soi-même », in: La Nouvelle Gazette, 26 avril 1986.
- André Lambotte, « 50 dessins/ 50 artistes », in: Maison de la Culture de Namur, n° 59 bis, 26.4 - 24.5.1986.
- Ad de Visser, « Bernard Gaubegeboren 12 juli 1952, Zaïre-Kisantu », in: Gallery 96 music, 1986.
- « Le peintre Bernard Gaube et sa fille exposent à la galerie Mathys (Herstal) », in: La Meuse, 15 mai 1985.
- Jacques Parisse, « Mineur, Vertessen, Thubeauville, Lefkochir, Gaube », in: La Wallonie, vendredi 2 novembre 1984.
- « Galerie Gloria Mathys », in: Shopping, 1 novembre 1984.
- « Herstal », in: Arts-Antiques-Auction, novembre 1984.
- Carole Thon, « Traversées. Le no man’s land de l’errance », in: Vlan, 31 octobre 1984, p.18.
- France Borel, « Vaut le détour », in: Pourquoi pas ?, 8 août 1984, p.72.
- Guy Gilsoul, « Bernard Gaube », in: Le Vif/ L’Express, avril 1984.
- Bernard Marcelis, « Bernard Gaube. Galerie La Main », in: Art Press, avril 1984.
- Jean Pigeon, « Bernard Gaube : pas branché », in: Pourquoi pas ?, 28 mars 1984.
- Claude Lorent, « Bernard Gaube », in: La Main, cahiers d’art contemporain, trimestriel no 2, mars 1984.
- Danièle Gillemon, « De belges galeries à Bâle : du compromis à l’exposition », in: Le Soir, jeudi 23 juin 1983, p.22.
- « Huy : cinq céramistes à la galerie Juvénal », in: La Meuse – La Lanterne, mardi 29 mars 1983.
- Claude Lorent, « Bernard Gaube », in: La Nouvelle Gazette, février 1983.
- « La remise des prix d’architecture, de littérature française et de céramique de la Fondation Bolly-Charlier », in: La Meuse – La Lanterne, mardi 21 décembre 1982.
- Ph. V.A., « L’art abstrait de Bernard Gaube », in : Vers l’Avenir, mercredi 17 novembre 1982.
- Jean Jour, « Bernard Gaube étonnant », in: La Libre Belgique, 16 novembre 1982.
- « L’exposition du peintre Bernard Gaube, à Bodegnée-Verlaine », in: La Meuse, 11 novembre 1982.

### Émissions de radio / tv
- Couper au montage, Bernard Gaube, Myriam Leroy, R.T.B.F., La Première, 17 septembre 2016
- "Le monde invisible" in: Par Ouï dire, Thierry Génicot, R.T.B.F., La Première, 22 septembre 2016
- "Le monde invisible" in: La pensée et les hommes, Thierry Génicot, R.T.B.F., La Première, 28 février 2008
- Intérieur Nuit, Portrait d’un critique, Stéphane Penxten, R.T.B.F, 1992
- Cargo de Nuit, Peinture en live/concert rock, R.T.B.F., 1986
- Art Magazine, Christian Bussy, R.T.B.F., 18 mars 1983
- Rencontre avec Bernard Gaube, Michèle Cédrique, R.T.B.F., 9 mars 1983

### Filmographie
- Publication du DVD Les Séquences dites, 2009, lues par Guylène Olivares.
- Le dormeur éveillé (BE,16 min 20 s), vidéo/format 16:9. Réalisateur : Aldo Guillaume Turin, 2008
- La porte (BE, 10 min), vidéo/format 4:3. Réalisateur Bernard Gaube, 2005
- Nomade, Bernard Gaube (BE, 10 min), format 16 mm. Réalisateur : Marie-Christine Lambert, Production Atelier Jeune Cinéaste/ C.B.A., 1984

## Sources
- L’exercice d’une peinture Cahier n°1 – Bernard Gaube. Edition Elibeduo 2003.
- L’exercice d’une peinture Cahier n°2 "Bernard Gaube – 26, rue de la Comtesse de Flandre", 2007  (ISBN 978-2-9600739-0-4)
- L’exercice d’une peinture Cahier n°3 "Comme Modigliani, je suis né un 12 juillet", 2009  (ISBN 978-2-9600739-1-1)
- Dossier de Presse de l'exposition "Over the Rainbow-an answer to the crisis:3 peintres du Nord, Yvan Theys, Bernard Gaube, Thierry Diers", à la galerie Duboys, Paris, France, 1-24 septembre 2011.
- site web officiel de l'artiste.